# Лазар (Самадбегішвілі)
Лазар (в миру — Самадбегішвілі Дмитро Миколайович, (груз.) სამადბეგიშვილი დიმიტრი ნიკოლოზის ძე, 20 липня 1955 року, Тбілісі, Грузія — 20 листопада 2020) — єпископ Боржомський і Бакуріанський Православної церкви Грузії.
7 березня 1982 року був висвячений у сан диякона, а 21 березня того ж року — в сан пресвітера.
Служив у церквах Тбілісі й Москви.
З 1995 по 1997 рік — ректор Батумської духовної семінарії, після чого постригся в ченці.
З 2003 році, в сані архімандрита, служив в Німеччині, в місті Регенсбурзі.
У 2008 році, служив настоятелем приходу Грузинської Церкви при храмі Вахтанга Горгасалі в Мюнхені, Німеччина.
У 2010 році опікувався парафіями Західноєвропейської єпархії Грузинського Патріархату в Гамбурзі, Граці, Відні, Лінці та Копенгагені.
3 червня 2014 року був обраний єпископом новозаснованої Австрійської та Німецької єпархії Грузинського Патріархату. 11 червня того ж року була проведена церемонія його єпископського освячення в кафедральному соборі Светіцховелі, яку очолив католікос-патріарх всієї Грузії Ілля II.
2 січня 2017 року був переведений на Боржомську кафедру.
На початку 2018 року грузинський церковний письменник Мирон Сулаквелідзе звинуватив єпископа Лазаре у вестернізації церкви і хуліганстві.

## Джерело
ЛАЗАРЬ (САМАДБЕГИШВИЛИ). Древо: открытая православная энциклопедия [Архівовано 8 травня 2018 у Wayback Machine.]